# Gmina Roland (Iowa)
Roland (ang. Roland Township) — gmina w stanie Iowa, w hrabstwie Webster.